# Joseph (Utah)
Joseph és una població dels Estats Units a l'estat de Utah. Segons el cens del 2000 tenia 269 habitants.

## Demografia
Segons el cens del 2000, Joseph tenia 269 habitants, 92 habitatges, i 73 famílies. La densitat de població era de 116,7 habitants per km².
Dels 92 habitatges en un 30,4% hi vivien nens de menys de 18 anys, en un 69,6% hi vivien parelles casades, en un 7,6% dones solteres, i en un 19,6% no eren unitats familiars. En el 16,3% dels habitatges hi vivien persones soles el 5,4% de les quals corresponia a persones de 65 anys o més que vivien soles. El nombre mitjà de persones vivint en cada habitatge era de 2,92 i el nombre mitjà de persones que vivien en cada família era de 3,31.
Per edats la població es repartia de la següent manera: un 30,5% tenia menys de 18 anys, un 10,4% entre 18 i 24, un 22,7% entre 25 i 44, un 23,4% de 45 a 60 i un 13% 65 anys o més.
L'edat mediana era de 36 anys. Per cada 100 dones de 18 o més anys hi havia 103,3 homes.
La renda mediana per habitatge era de 29.375 $ i la renda mediana per família de 33.125 $. Els homes tenien una renda mediana de 36.563 $ mentre que les dones 17.500 $. La renda per capita de la població era de 12.456 $. Entorn del 17,4% de les famílies i el 21,7% de la població estaven per davall del llindar de pobresa.

## Poblacions més properes
El següent diagrama mostra les poblacions més properes.